# ひなたもも
ひなたももは、日本のイラストレーター、原画家。女性。

## 主な作品

### 挿絵
一般向け（ライトノベル）
- 命じて! 服従フロイライン（エンターブレイン・ファミ通文庫）
- 花と乙女に祝福を 短編集（ハーヴェスト出版・なごみ文庫）[2]
- 魔王と勇者が不適切な関係。（講談社ラノベ文庫）
- 迫害不屈の聖剣錬師（KADOKAWA・電撃文庫）

成人向け（ジュブナイルポルノ）
- 巫女ねこ日和（キルタイムコミュニケーション・二次元ドリーム文庫）
- 妹はアンバランス（フランス書院・美少女文庫）
- お嬢様メイドはヴァンパイア!?（フランス書院・美少女文庫）
- 独占おっぱい学園（フランス書院・美少女文庫）
- 七人の嫁 みんなでハーレム婚！（フランス書院・美少女文庫）
- 妹と子づくり神社！（フランス書院・美少女文庫）
- 100人の嫁 お嬢様の少女部隊VS.お姫様のメイド軍（フランス書院・美少女文庫）

### ゲーム
- 晴れハレはーれむ (SMEE)
- はぴ☆さま！ 〜宮乃森村へようこそ！〜 (Sugar pot)
- ラブラブル 〜lover able〜 (SMEE)
- 同棲ラブラブル (SMEE)
- ×××な彼女が田舎生活を満喫するヒミツの方法 (Lime vert)
- おたマ!〜おたく仲間はちっこいマニア〜（ユニゾンシフト：ブロッサム）
- ゆめこい 〜夢見る魔法少女と恋の呪文〜 (Parasol)
- フレラバ 〜Friend to Lover〜 (SMEE)
- ココロ@ファンクション! (PULLTOP)
- フレラバ ミニファンディスク (SMEE)
- ココロ@ファンクション! NEO (PULLTOP)
- DolphinBlade -ドルフィンブレード- (Island Belle)
- 神様のしっぽ ～干支神さまたちの恩返し～ (DESSERT Soft)
- 言の葉舞い散る夏の風鈴（こえ）(シルキーズプラス DOLCE)
- 闇染Liberator -闇堕ち勇者と堕ちる戦姫-(エスクード)[3]